# Gabriel Adolf Ribbing
Gabriel Adolf Ribbing af Zernava, född 30 november 1724, död 5 juli 1762, var en svensk adelsman och kammarherre.

## Biografi
Gabriel Adolf Ribbing af Zernava föddes 1724. Han var son till generallöjtnanten friherre Gabriel Ribbing af Zernava och grevinnan Ulrika Eleonora Oxenstierna af Korsholm och Wasa. Ribbing blev 14 november 1739 student vid Uppsala universitet och 25 augusti 1758 kammarherre. Han avled 1762.

### Egendom
Ribbing ägde gårdarna Boxholms säteri och Götevi säteri i Ekeby socken och Strålsnäs herrgård i Åsbo socken.
Han ägde även Mossebo herrgård och Laggarp.

### Familj
Ribbing gifte sig 27 juni 1751 med sin syssling Beata Sparre af Rossvik (1727–1781), dotter till kaptenen Bengt Sparre af Rossvik vid Närkes och Värmlands regemente och Anna Charlotta von Weidenhaijn.